# Партия Гадар
Партия Гадар (в.-пандж. ਗ਼ਦਰ ਪਾਰਟ; в персидском с хинди и панджаби — гадар, гхадар, гадр, гхадр; буквально — «восстание») — леворадикальная революционная организация индийских эмигрантов, ставившая своей целью освобождение Индии от колониального господства Великобритании. Действовала в 1913—1947 годах. Возникла в США на базе сикхской диаспоры, однако включала в свой состав представителей различных религий и позиционировала себя как светскую организацию, отстаивавшую интересы всего народа Индии.

## История

### Период ориентации на Германию
В 1913 г. Лала Хар Даял, прибывший из Европу в Северную Америку, организовал в городе Астория (Орегон) «Индостанскую ассоциацию тихоокеанского побережья» (Pacific Coast Hindustan Association), президентом которой стал Сохан Сингх Бхакна. Организация группировалась вокруг выходившей в Сан-Франциско еженедельной газеты «The Hindustan Ghadar», и поэтому стала известна как партия с аналогичным названием — «Г(х)адар». Новая группа стала получать поддержку от индийских эмигрантов со всего мира, её съезды проходили в Лос-Анджелесе, Оксфорде, Вашингтоне, Вене и Шанхае. К ней примкнули известные сторонники независимости Индии, в том числе Лала Ладжпат Рай, Таракнат Дас, Бхаи Пармананд, Бхагван Сингх, Бхагат Сингх Тхинд, Картар Сингх Сарабха, Абудл Хафиз Мохамед Баракатулла, Раш Бехари Бос, Гулаб Каюр.
В первый период своего существования (1913—1922) Гадар стремилась достичь цели путём организации вооружённого восстания в англо-индийской армии по образцу Восстания сипаев 1857—1859 гг.. Руководству партии удалось добиться сотрудничества с Германией, при поддержке которой в период Первой мировой войны гадаровцы совершили несколько неудачных попыток поднять восстание в Индии и сопредельных странах.
Так, некоторые из 8 тысяч гадаровцев, вернувшихся с началом войны на родину (по большей части в Пенджаб), доставляли в Британскую Индию оружие и агитировали индийские сипайские отряды поднять мятеж против владычества англичан, который должны были поддержать Германия и Османская Турция. Однако планы по организации всеобщего выступления в Пенджабе и Бенгалии 21 февраля 1915 г. рассеялись: британской контрразведке удалось внедрить своих агентов в ряды заговорщиков, и о грядущем восстании стало известно властям.
В Лахоре состоялся процесс над 175 участниками организации, 42 человека по приговору суда были казнены, 114 — приговорены к пожизненному заключению. Провалы в деятельности, разногласия как с немецкой стороной, так и внутри партии, а также вступление США в войну в марте 1917 г., арест наиболее видных членов и сенсационный судебный процесс в Сан-Франциско по поводу «индо-германского заговора» поставили Гадар на грань исчезновения.

### Коммунистический период
Октябрьская революция 1917 г. дала новый толчок гадаровскому движению. После своего освобождения в 1919 г. руководство партии не только восстановило организацию, но и пересмотрело основные задачи и методы их достижения в русле левых идей: Гадар фрагментировалась на индийско-социалистическую и коммунистическую фракцию. В 1922 г. представители последней прибыли в Москву для участия в IV конгрессе Коминтерна. В дальнейшем между организациями было установлено тесное сотрудничество.
Взаимодействие между Гадар и Коминтерном осуществлялось вплоть до роспуска последнего в 1943 г. по нескольким направлениям: поддержка секций КИ и отдельных агентов в странах, где существовали центры гадаровцев; подготовка членов партии в коммунистических учебных заведениях; работа в Индии, в рамках которой была создана прокоммунистическая организация Кирти кисан сабха — панджабский центр Гадар. Последнее направление в течение 1920-30-х гг. превратилось в основную деятельность гадаровцев, которые постепенно вовлекались в коммунистическое и национально-освободительное движение в самой Индии. Инсуррекционистские идеи гадарского движения оказали влияние и на остальных индийских антиколониалистов, не разделявших гандистской приверженности сугубо ненасильственному сопротивлению.
В 1942 г. Кирти кисан объединилась с Коммунистической партией Индии. Сама Гадар объявила о самороспуске в 1947 г. в связи с достижением Индией независимости. Однако отдельные её структуры продолжили своё существование в США и Индии в качестве мемориальных центров, а большинство её видных членов — вести активную общественно-политическую деятельность